# 阿鲁哥失里
阿鲁哥失里（蒙古语转写：Erkeširi，梵语转写：Āloka s̀ri），元朝皇族，是成吉思汗次子察合台的后裔，《明实录》等汉籍记作沙州王子阿鲁哥失里，波斯语史料《贵显世系》等记الوکه شیری（Alūka šīrī）。他在元末明初的混乱时期统治沙州（今甘肃省敦煌市），后归入明朝势力范围，成为明代沙州卫的始祖。

## 生平
阿鲁哥失里的曾祖不颜那木达失曾作为对抗窝阔台汗国海都的指挥官，其子孙世代以沙州为据点，被封为西宁王。哈密、沙州一带聚集了多个从察合台汗国内乱中逃亡的察合台系王族，他们以“豳王家”为中心，形成了松散的部落联盟（出伯兀鲁思）。这种西宁王臣属豳王的格局，即便在洪武元年（1368年）明朝建立后仍持续维持。
明朝建立后，蒙古高原的北元政权尚存，在北元可汗庇护下，豳王亦怜真对哈密、沙州等地的统治较为稳定。但洪武二十一年（1388年），北元天元帝在捕鱼儿海之战中大败，随后被阿里不哥后裔也速迭儿弑杀，哈密局势骤变。失去北元后盾的出伯兀鲁思面临明朝进攻威胁，所属各王族被迫在归降或抵抗中做出选择。当时统治哈密的豳王列儿怯帖木儿未响应明朝招抚，而统治沙州的阿鲁哥失里则于洪武二十四年（1391年）正月，派遣国公抹台阿巴赤、司徒苦儿兰等人向明朝通好。同年夏，明朝突袭哈密，豳王列儿怯帖木儿以下众多核心王族被杀，而沙州因阿鲁哥失里事前与明朝通好得以幸免。
此后阿鲁哥失里及西宁王家的动向不明。永乐三年（1405年），沙州头目困即来、买住归降明朝，明成祖朱棣下令设置沙州卫，任命二人为指挥使。表面看西宁王家的统治似乎终结，但同期哈密卫、安定卫中，蒙古王族与明朝任命的“头目”并存，因此推测沙州卫中困即来、买住背后仍有阿鲁哥失里的后裔。《贵显世系》记载阿鲁哥失里有一子名为朵儿只。

## 西宁王世系
1. 不颜那木达失(Buyan Daš,Būyān tāšبویان تاش)：豳王出伯之子
2. 西寧王忽塔忒迷失(Qutatmiš，Qutātmīšقتاتمیش)：豳王出伯之子，不颜那木达失之弟
3. 西寧王速来蛮(Sulaiman，Sulaymānسلیمان)：不颜那木达失之子
4. 西寧王牙罕沙(Yaγan Šah，Yaghān šāhیغان شاه)：西寧王速来蛮之子
5. 王子阿魯哥失里(Erkeširi，Alūka šīrīالوکه شیری)：西寧王罕沙之弟速丹沙之子